# 台中市公車307路
台中市公車307路目前行駛自新民高中到梧棲觀光漁港；副線行駛自臺中車站（台灣大道）到八德東大勇路口，由台中客運營運。為行駛於公車專用道的市公車路線之一。主要行駛於臺灣大道。

## 歷史
- 2009年5月18日：57通車，為TTJ捷運公車的中港線，路線為（綠川東站－東海別墅），由統聯客運與台中客運聯營。
- 2010年1月1日：57路停駛。（被83路、88路取代）
- 2011年5月1日：復駛，起訖點變更為（新民高中－梧棲漁港），並由台中客運營運。
- 2014年6月30日：「中山醫院（臺灣大道）」站更名為「臺灣大道五權路口」。
- 2014年7月28日：調整部分行駛路段，原行駛臺灣大道一段改行駛民權路接建國路至臺中火車站，裁撤「茄苳腳」、「臺灣大道五權路口」、「臺灣大道原子街口」、「臺灣大道中華路口」、「仁愛醫院」、「第二市場（臺灣大道）」、「第一信用」、「彰化銀行（臺灣大道）」、「第一廣場」等站，增設「民權路口」、「臺中教育大學」、「民權中華路口」、「臺中醫院」、「臺中州廳」、「民權繼光街口」等站，並調整班次由24班（60分一班）增至36班（40分一班）。[2]
- 2015年6月7日：配合優化公車專用道將於7月8日上路，台中市交通局宣布將台中市公車57路整合規劃為台中市公車307路，其營運區間及發車時刻尚未說明。[3] [4] [5] [6] [7] [8] [9]
- 2015年6月18日：台中市政府交通局公布台中市公車307路路線圖。[10]依據此路線圖，307路將行駛於優化公車專用道，原行駛臺灣大道五權路口到靜宜大學間的慢車道公車站牌將全數撤站，改停靠優化公車專用道的公車站（原臺中市快捷巴士藍線車站），及原行經民權路的公車站牌全數撤站，改行駛臺灣大道一段到新民高中。
- 2015年7月8日：台中市公車57路正式將路線編碼更改為「台中市公車307路」。
- 2015年8月10日：307路新民高中端最後10個班次終點站皆改為「梧棲觀光漁港」，不再僅行駛至「大智梧北路口」，並調整發車時刻。[11] [12]
- 2016年10月29日：配合臺中鐵路高架化第二階段工程站前廣場改建，往新民高中方向之臺中火車站站位暫時裁撤，並調整至「第一廣場」站位上下車。[13] [14]
- 2017年7月1日：「市立殯儀館」更名為「北區運動中心」。[15]
- 2019年1月1日：「臺中火車站」站名更改為「臺中車站（臺灣大道）」。
- 2021年1月16日：新增307路副線「八德東大勇路口路口－臺中車站－八德東大勇路口路口」。
- 2021年4月12日：調整部份行駛動線，取消「港灣技術中心」(往新民高中方向)、「大智梧北路口」。新增「港灣技術中心(大勇路)」(往新民高中方向)、「大勇南北路口」、「頂療里文化廣場」、「八德四維中路口」等站位。[16]
- 2021年5月31日：「一心市場」更名為「三民錦新街口」。
- 2021年6月30日：「國都飯店」更名為「再生能源處」。
- 2023年10月20日：「體育館前」更名為「中港高中（臺灣大道）」。

## 路線基本資料

### 307
行車里數約31.7公里，全程行車時間約1小時30分。往梧棲觀光漁港共65站，往新民高中共65站。
主線自新民高中起，沿臺中市區三民路、精武路、雙十路、建國路、臺灣大道、梧棲區文化路二段、大智路、臨港路到梧棲觀光漁港。

### 時刻表
- 以下時刻表僅供參考，請以台中客運網站公告為準。
- 時刻表更新時間為2025年4月16日。

| 台中市公車307平/假日時刻表 | 台中市公車307平/假日時刻表 | 台中市公車307平/假日時刻表 | 台中市公車307平/假日時刻表 |
| -------------------------- | -------------------------- | -------------------------- | -------------------------- |
| 新民高中開時刻             | 新民高中開備註             | 梧棲觀光漁港開時刻         | 梧棲觀光漁港開備註         |
| 05:55                      | -                          | 05:55                      | -                          |
| 06:40                      | -                          | 06:30                      | -                          |
| 07:30                      | -                          | 07:00                      | -                          |
| 07:50                      | -                          | 08:00                      | -                          |
| 08:00                      | -                          | 08:30                      | -                          |
| 08:30                      | -                          | 09:40                      | -                          |
| 09:00                      | -                          | 10:00                      | -                          |
| 09:55                      | -                          | 10:20                      | -                          |
| 10:20                      | -                          | 11:00                      | -                          |
| 11:00                      | -                          | 11:40                      | -                          |
| 12:00                      | -                          | 12:20                      | -                          |
| 12:30                      | -                          | 13:15                      | -                          |
| 13:00                      | -                          | 13:30                      | -                          |
| 13:30                      | -                          | 14:00                      | -                          |
| 14:00                      | -                          | 14:30                      | -                          |
| 14:30                      | -                          | 14:45                      | -                          |
| 15:20                      | -                          | 15:00                      | -                          |
| 15:40                      | -                          | 15:30                      | -                          |
| 16:20                      | -                          | 16:00                      | -                          |
| 17:00                      | -                          | 16:30                      | -                          |
| 17:15                      | -                          | 17:25                      | -                          |
| 17:30                      | -                          | 17:40                      | -                          |
| 18:00                      | -                          | 18:30                      | -                          |
| 18:30                      | -                          | 19:00                      | -                          |
| 19:10                      | -                          | 19:30                      | -                          |
| 21:50                      | -                          | 20:00                      | -                          |

### 307副
行車里數共50公里，全程行車時間約2小時30分。副線為單循環路線，共102站。
副線自八德東大勇路口起，沿梧棲區四維路、大智路、文化路二段、臺中市區臺灣大道、綠川東街、中山路、建國路、臺灣大道到臺中車站（臺灣大道）後，再沿臺灣大道回到八德東大勇路口。

### 時刻表
- 以下時刻表僅供參考，請以台中客運網站公告為準。
- 時刻表更新時間為2025年4月16日。

| 台中市公車307副平/假日時刻表 | 台中市公車307副平/假日時刻表 |
| ---------------------------- | ---------------------------- |
| 八德東大勇路口開時刻         | 八德東大勇路口開備註         |
| 06:10                        | -                            |
| 08:55                        | -                            |
| 12:55                        | -                            |
| 15:50                        | -                            |

### 停站
- 參見右側路線圖。
- 設有公車專用道的候車站（原臺中BRT藍線車站）各站皆停且無須按下車鈴及招手攔車，其餘站位皆需上車招手、下車按鈴才停靠該站。
- 右側路線圖中站牌名稱前帶有①表示該站為公車專用道候車站，帶有②表示該站僅有往靜宜大學方向設置公車專用道候車站。

### 收費
- 依里程計費；臺中市民刷電子票證10公里免費。

### 圖片集

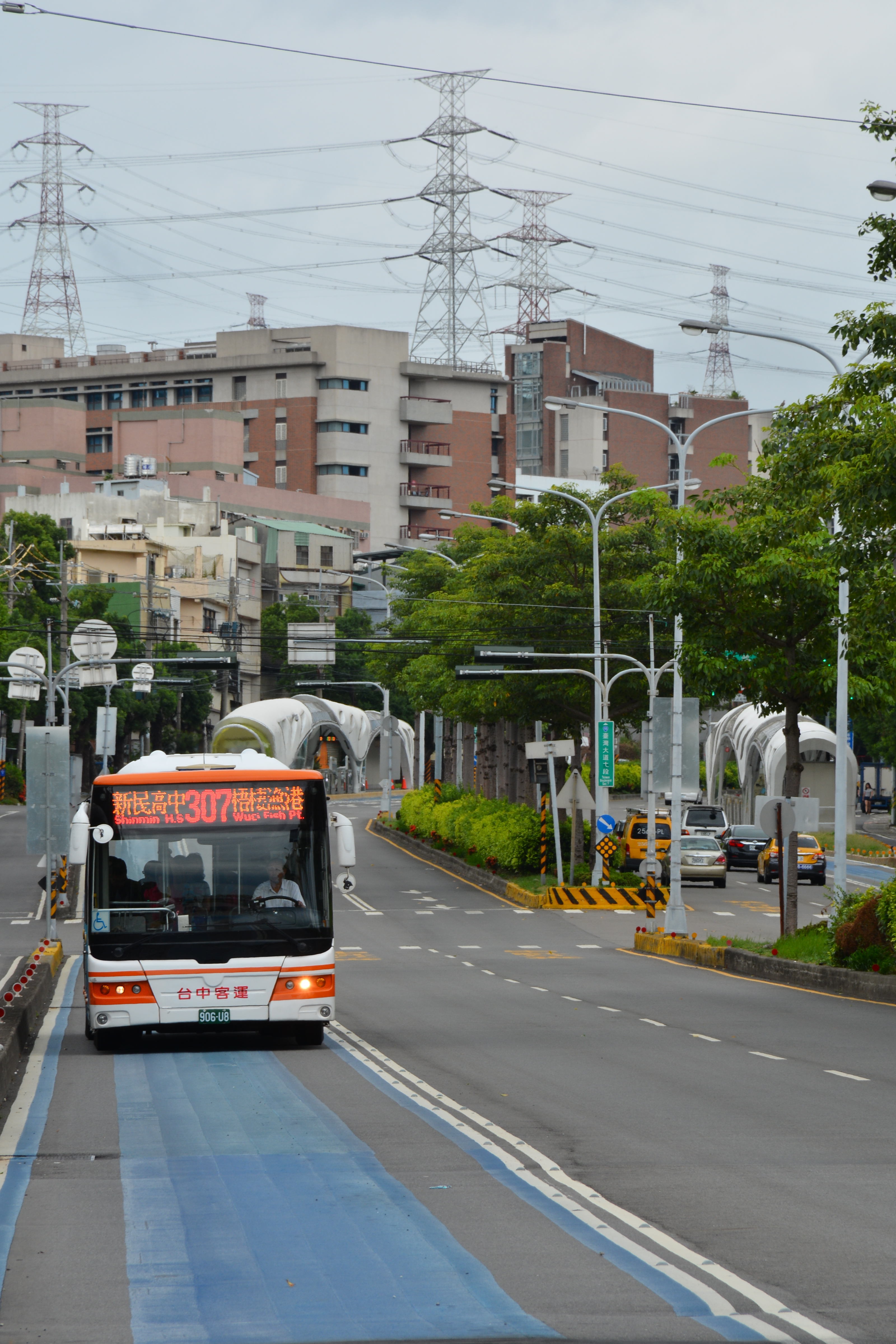
行駛於優化公車專用道上
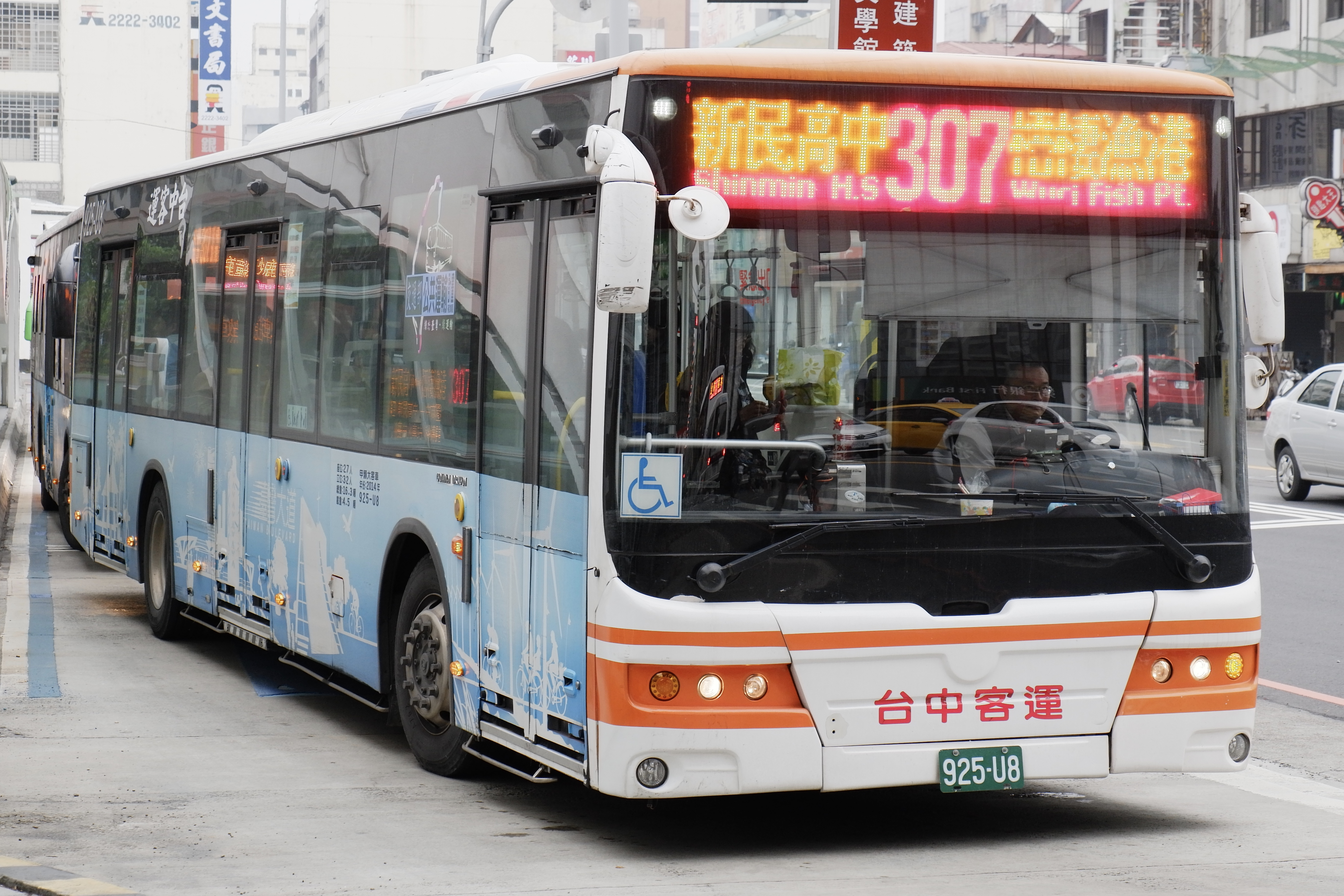
使用金旅三門車款之307路
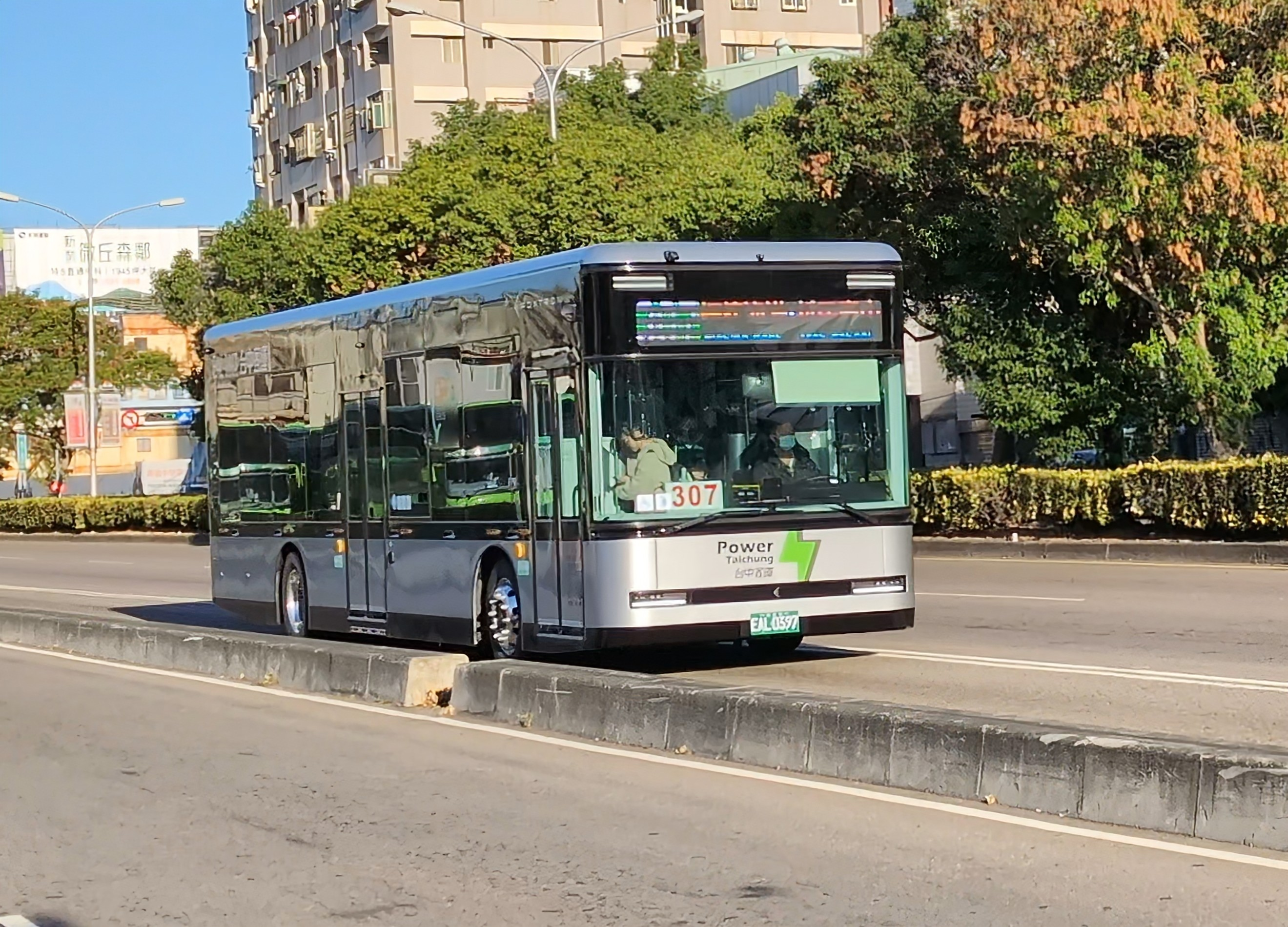
使用鴻華Model T電動車之307副線